# Pesach
Pesach (hebr. פֶּסַח najprawdopodobniej: przejść nad, ew. przejście, pominięty, oszczędzony), Pejsech (jid.), Pascha (gr.), Pasach, Święto Wiosny (hebr.: Chag ha-Awiw), Święto Przaśników lub Święto Macy (hebr. Chag ha-macot), Święto Wolności (hebr. Chag ha-Cherut –חג החרות), lokalnie w Polsce także nazywane Żydowską Wielkanocą, a w literaturze chrześcijańskiej Paschą lub Paschą żydowską – najważniejsze i najstarsze święto żydowskie cyklu rocznego obchodzone na pamiątkę wyzwolenia Izraelitów z niewoli egipskiej. Nazwa święta najprawdopodobniej związana jest z biblijnymi opisami „przejścia” (Boga nad domami Izraelitów w Egipcie, Izraelitów przez morze) lub „ominięcia” w czasie wspomnianej, ostatniej z plag egipskich tych domów Izraelitów, których odrzwia były pokropione krwią baranka. Święto rozpoczyna się 15 dnia miesiąca nisan. W Izraelu (Erec Jisrael) i judaizmie reformowanym trwa 7 dni, natomiast w diasporze – ze względu na brak pewności, czy w danym kraju nów księżyca przypada w tym samym czasie co w Palestynie – 8 dni (jom tow szeni szel galujot). Główne uroczystości odbywają się w pierwszym (w diasporze także i w drugim) dniu (Leil ha Seder). Centralnym wydarzeniem jest wieczerza sederowa z odczytywaniem Hagady – historii wyjścia z Egiptu, która rozpoczyna się od słów: „Byliśmy niewolnikami faraona w Egipcie...”. Pesach jest przez Żydów nazywany także świętem wolności (z’man cheruteinu). Dzień siódmy święta Pesach (lub ósmy w diasporze) upamiętnia przejście Żydów przez Jam Suf – Morze Czerwone. W drugim dniu Pesach, czyli 16 nisan, rozpoczyna się „liczenie omeru” (sfirat ha-omer) – tradycyjne, publiczne odliczanie kolejnych 49 dni do Szawuot (Święto Tygodni, zwane też Świętem Żniw), kiedy składana była ofiara z pszenicy.

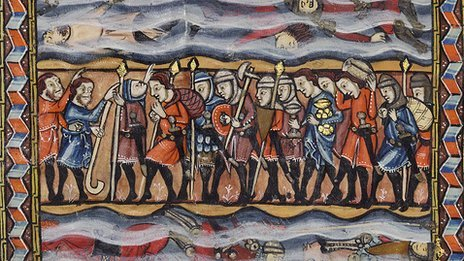
XIV wieczna iluminacja – wyjście z Egiptu (manuskrypt Rylands Haggadah)

## Historia święta
Pierwowzór święta Pesach był obchodzony jeszcze przed wyjściem Izraelitów z Egiptu – było świętem łączącym zwyczaj ludów pasterskich składających ofiary z pierworodnego baranka lub koźlęcia, z celebrowanym przez ludy rolnicze wiosennym Świętem Przaśników (hebr. Chag ha-Macot), które z kolei wiązało się z cyklem odradzającej się przyrody oraz początkiem zbiorów jęczmienia i ofiarowania pierwszego chleba z nowych zbiorów.
Biblijny przekaz wskazuje na datę 14 dnia miesiąca nisan, gdy Izraelici składali ofiarę z baranka, a po zmroku spożywali w gronie rodzinnym uroczystą wieczerzę. Zgodnie z żydowskim sposobem liczenia czasu, owa wieczerza odbywała się już następnego dnia, bowiem judaistyczna tradycja nawiązując do biblijnego opisu stworzenia świata („I tak upłynął wieczór i poranek – dzień...” – kolejno:  pierwszy, drugi, trzeci...) uznawała, że „dzień” trwa od zmroku poprzedniego dnia do następnego zachodu słońca. Księga Wyjścia wiąże zwyczaj składania ofiary z baranka i spożycie go z niekwaszonym chlebem (macą) oraz gorzkimi ziołami, z boskim nakazem, który Izraelitom tuż przed wyjściem z Egiptu przekazali Mojżesz i Aaron. Od tego czasu Pesach stała się świętem wyzwolenia z niewoli – stąd też Pesach zostało przez Żydów nazywane także „świętem wolności” (z’man cheruteinu).
Od czasów króla Ezechiasza Pesach stało się świętem pielgrzymim. Podczas głównych uroczystości, które gromadziły w Świątyni w Jerozolimie tłumy pielgrzymów, lewici składali ofiary z baranków i odśpiewywano Hallel. W pozostałe dni uroczystości nazywano „Świętem Mac” (hebr. Chag ha-Maccot). Od czasu zburzenia Drugiej Świątyni w I w. zaprzestano składania krwawych ofiar.
W Biblii zachowane są liczne opisy święta: Wj 12; Lb 9,1–14; Joz 5,10–12; 2 Krl 23,21–23; 2 Krn 35,1–19; 30-31; Ezd 6,19–22.
Zasadnicza forma święta została sformułowana w pochodzącym z przełomu II i III w. traktacie Miszny – Pesachim. Traktat skodyfikował wcześniejsze elementy tradycji oraz przekazy środowiska soferów i faryzeuszy. Echa opisu uczty paschalnej Izraelitów (w noc ostatniej plagi w Egipcie), podczas którego pito wino, odnotowano także w apokryficznej Księdze Jubileuszów. Pesach sukcesywnie zaczęło nabierać istotnego znaczenia dla żydowskiej autoidentyfikacji.
Do czasu zburzenia Świątyni Jerozolimskiej w 70 roku funkcjonowało także Pesach Szeni czyli „Drugie Pesach”, które mogło być świętowane 14 dnia ijar przez osoby, które podczas Pesach (14 nisan) nie mogły uczestniczyć w składaniu ofiary z powodu nieczystości rytualnej lub nieobecności w Jerozolimie. Biblia tylko raz (Diwre Hajamim Bet – 2 Krn 30) wspomina o „obchodzeniu Paschy w drugim miesiącu”, gdyż król Hiskiasz wraz z naczelnikami i ludnością nie mogli sprawować Pesach w miesiącu nisan, bowiem kapłani jeszcze nie dostąpili oczyszczenia, a lud nie zebrał się w Jerozolimie. Od czasu zburzenia Świątyni w dniu 14 nisan nie składa się już ofiary z baranka i przy obchodzeniu Pesach nie jest wymagana rytualna czystość, a święto obchodzi się wszędzie, gdzie są Żydzi. Tym samym nie było potrzeby obchodzenia Pesach Szeni.
W roku 2020 polski historyk Łukasz Niesiołowski-Spano zaproponował historyczną rekonstrukcję dziejów i ewolucję Święta Paschy od czasów jej funkcjonowania w królestwie Judy, przez czasy niewoli babilońskiej po epokę perską.

## Etymologia nazwy
Etymologia semickiej nazwy święta jest przedmiotem dyskusji. Niektóre hipotezy sięgają do źródłosłowów obcych i wiążą hebrajskie פֶּסַח z asyryjskim pasahu („ułagodzić”) albo z egipskim pa-sh („uderzenie”). Biblijny rzeczownik pesah wiąże się z czasownikiem pasah – „utykać”, „kuleć” lub „wykonywać rytualny taniec wokół ofiary” (1 Krl 18,26), a w szerszym znaczeniu także „przechodzić”, „przeskakiwać”, „oszczędzać”, „omijać” (Wj 12,13.23.27; Iz 31,5). Hieronim ze Strydonu wyjaśniał znaczenie nazwy święta (łac. Phase): „Phase, id est transistus Domini” („Phase, to znaczy przejście Pana”).
Teksty masoreckie używają rzeczownika פֶּסַח czterdziestodziewięciokrotnie, zaś Nowy Testament stosuje aramejskie פסחא w greckiej formie πάσχα 29 razy. Forma ta zastosowana była także w Septuagincie, gdzie tylko dwukrotnie użyto innego określenia – φασεκ. Poszczególne frazy mają jednak nieco zróżnicowane znaczenie. Określenie bywa używane na określenie święta, towarzyszącej mu uczty albo ofiarowywanego baranka. Związek czasownika פֶּסַח z opisanym w Biblii świętem Paschy wynika z trzech zapisów w Księdze Wyjścia (Wj 12):
- „A krew ta będzie dla was znakiem na domach, gdzie będziecie. Gdy ujrzę krew, ominę was, i nie dotknie was zgubna plaga, gdy uderzę ziemię egipską” (w. 13)[a],
- „Gdyż Pan przechodzić będzie, aby uderzyć Egipcjan. A gdy ujrzy krew na nadprożu i na obu odrzwiach, ominie Pan te drzwi i nie pozwoli niszczycielowi wejść do domów waszych, aby zadać cios” (w. 23) [b],
- „Odpowiecie: Jest to rzeźna ofiara paschalna dla Pana, który omijał domy synów Izraela w Egipcie, gdy Egipcjanom zadawał ciosy, a domy nasze ochronił...” (w. 27)[c].

Użyta hebrajska fraza פָּ֠סַח עַל jest w przekładach biblijnych tłumaczona jednolicie jako „przeszedł obok”, „przeszedł ponad” i odnosi się do Boga, który przechodząc przez Egipt omija („przechodzi nad”) domostwa Izraelitów, których odrzwia są oznaczone krwią baranka.
Wariantem wyjaśnienia bywa także wiązanie pesach z „roztaczaniem opieki”. Taka sugestia wypływa z paralelizmu (Iz 31,5), gdzie פסח wiązane jest z czasownikiem „roztaczać opiekę”. Także midrasz halachiczny Mechilta wyjaśnia, że „«przechodzić nad» oznacza jedynie ochronę” (za tłumaczeniem z ang. [J. Z. Lauterbach]: „Passing over merely means protecting”). Ostatecznie zdaje się przeważać pogląd, że znaczeniem łączącym poszczególne interwencje Boga jest „przejście”: przejście ponad domami Izraelitów w Egipcie podczas ostatniej plagi, przejście przez Morze Czerwone oraz przejście z niewoli egipskiej do wolności.

## Pesach według Miszny
Traktat Pesachim, który opisuje zasady obchodzenia święta Pesach zawarty jest w Moed, drugim z sześciu porządków (działów) Miszny. Pierwsze trzy rozdziały traktatu omawiają kwestię zakwaszanych pokarmów, których spożywanie było zabronione. W rozdziałach mówi się między innymi o szukaniu zakwasu (1,1–3), czasie spożywania go (1,4–5), o tym, z czego robiona jest maca, i jakości ciasta (2,5; 3,2–5), jakie warzywa (zioła) można stosować (2,6). Rozdział czwarty opisuje prace dozwolone i zabronione. Rozdziały pięć do osiem omawiają szczegółowo sprawy związane z barankiem paschalnym, m.in. kwestia godziny, o której można dokonywać uboju baranka (5,1), kto zabija baranka (5,2–4). Rozdział szósty omawia kwestie baranka i związane z nim naruszenie szabatu (6,1–2), nieprzydatności ofiary z baranka (6,6). Rozdział siódmy omawia sposób pieczenia „paschy” (tak określany jest również baranek lub koźlę zabijane na ofiarę), w tym wymóg nabicia zwierzęcia na rożen z drewna granatu, zakaz pieczenia na rożnie metalowym lub ruszcie (7,1–2), sam proces pieczenia i sposób spożywania tej ofiary paschalnej (7,2–12). Rozdział ósmy dotyczy kwestii osób spożywających, w tym kobiet, sierot, niewolników, chorych (8,1–8). Rozdział dziewiąty omawia obchodzenie tzw. drugiej Paschy i kto oraz kiedy może ją spożyć (np. osoba, która była nieczysta lub odbywała daleką podróż) (9,1). Rozdział dziesiąty opisuje rozpoczęcie świątecznej nocy (10,1) i rytuał picia czterech kolejnych kielichów (10,2–7).

## Przebieg święta

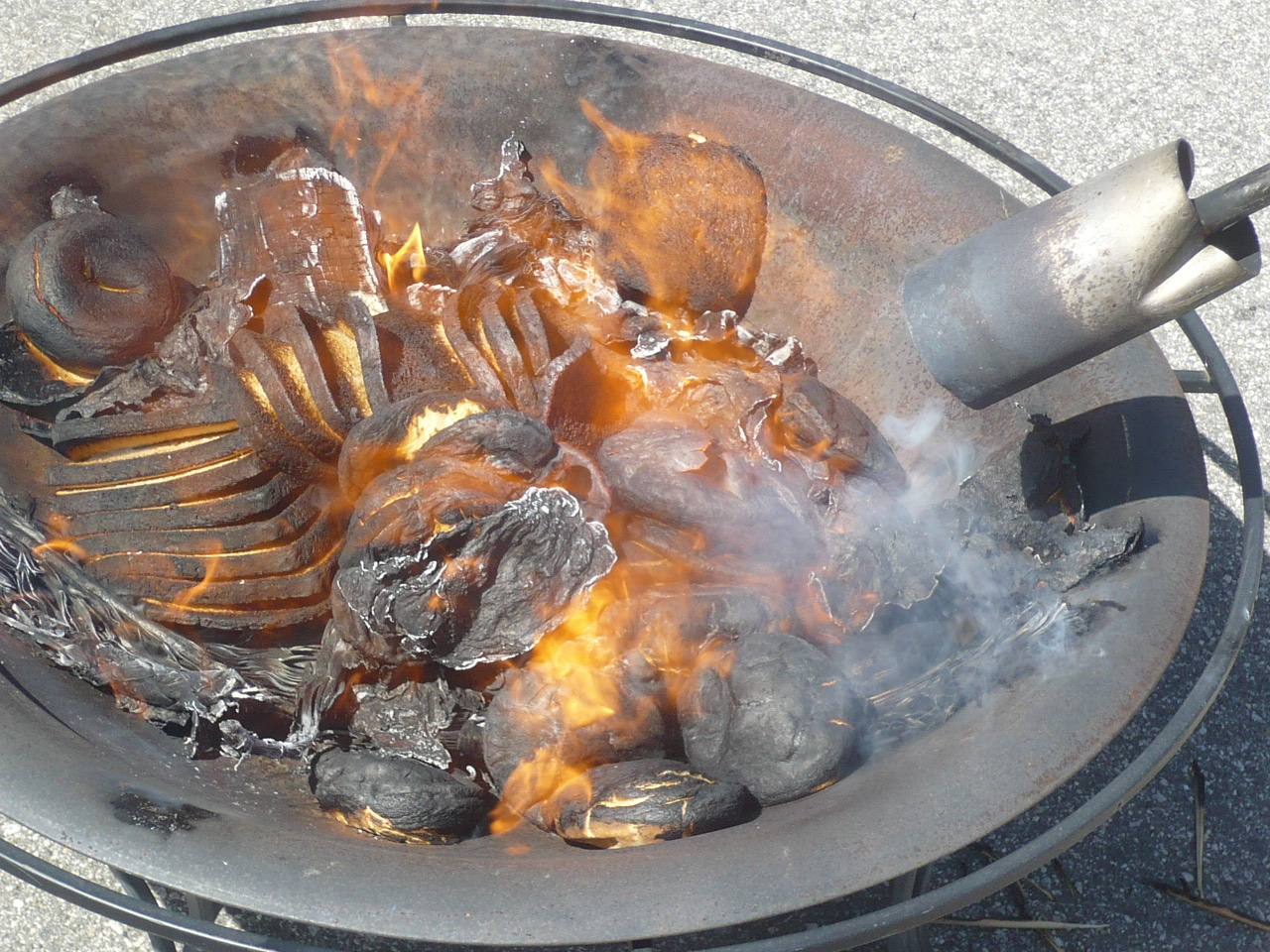
Biur chamec – rytualne spalenie zakwasu

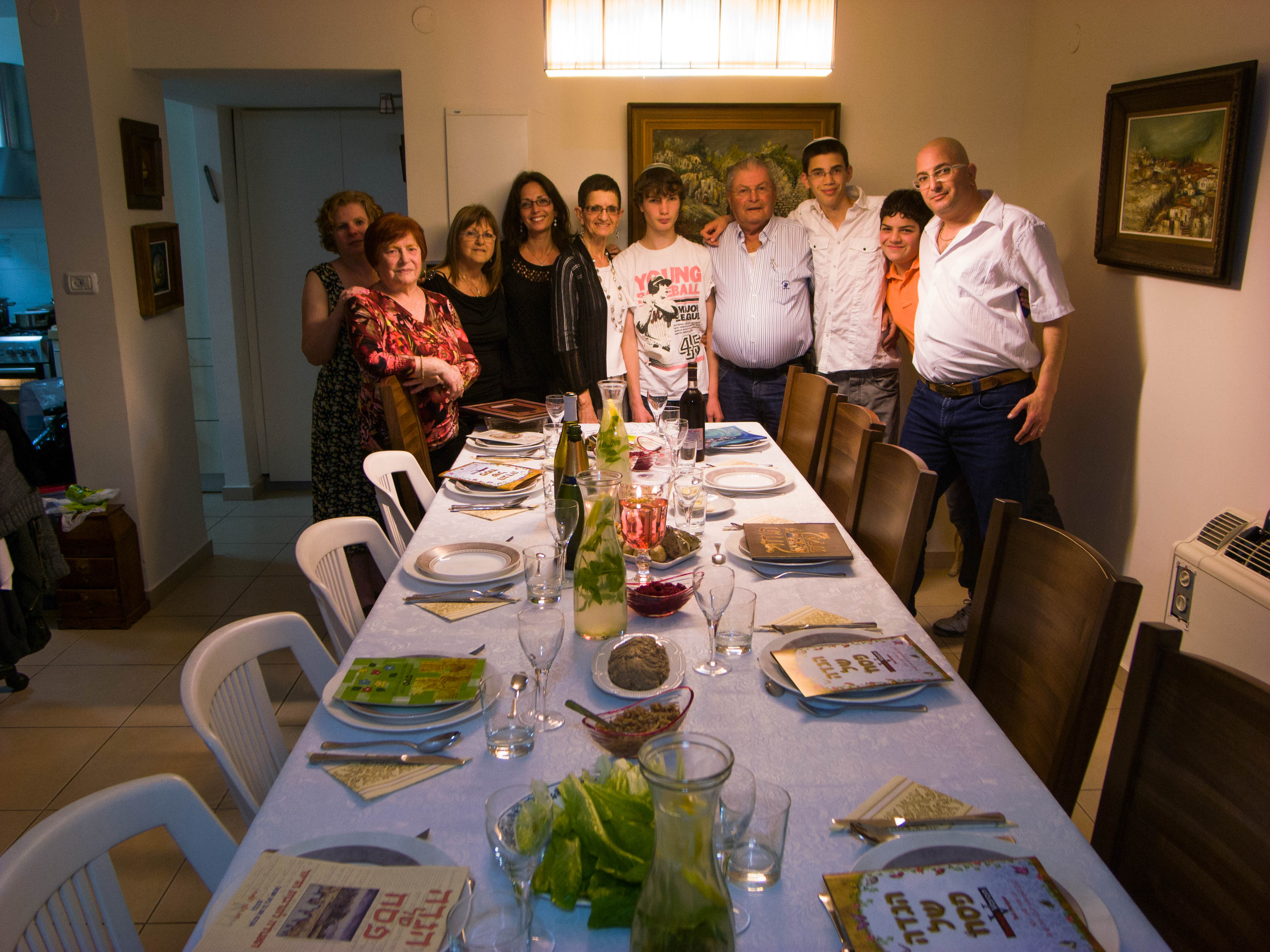
Izraelska rodzina przed rozpoczęciem Pesach

Święto rozpoczyna się 15 dnia miesiąca nisan. W Izraelu (Erec Jisrael) i judaizmie reformowanym trwa 7 dni, natomiast w diasporze – ze względu na brak pewności, czy w danym kraju nów księżyca przypada w tym samym czasie co w Palestynie – 8 dni (jom tow szeni szel galujot). Główne uroczystości odbywają się w pierwszym (w diasporze także i w drugim) dniu, a raczej podczas rozpoczynającej go – nocy sederowej (leil haseder). Pozostałe dni Pesach są „półświętami” (chol hamoed).
Podczas obchodów święta ściśle przestrzegane są rytuały opisane w Misznie i zasady koszerności na Pesach. Szczegóły tradycji Żydów mieszkających w Izraelu i poza nim mogą się różnić.

### 1. Przygotowanie
Przez dziesięć dni przed rozpoczęciem Pesach każdy Żyd powinien studiować tzw. prawa pesachowe (hebr. hilchot pesach). Samo święto poprzedzają przygotowania, które kończą się w dniu erew Pesach, będącym dniem postu (taanit bechorim) dla pierworodnych synów w celu „upamiętnienia cudu, jaki miał miejsce podczas dziesiątej plagi”, jak również dniem, w którym w domu wyszukiwany jest „zakwas” (chamec). Pierwszą czynnością w tym zakresie, przeprowadzaną wieczorem 14 nisan, jest poszukiwanie chamecu – bedikat chamec, później odbywa się bitul chamec – ceremonia zrzeczenia się własności zakwasu, który może jeszcze znajdować się w domu. Następnego dnia (15 nisan) rano dokonywane jest biur chamec – rytualne spalenie zakwasu.

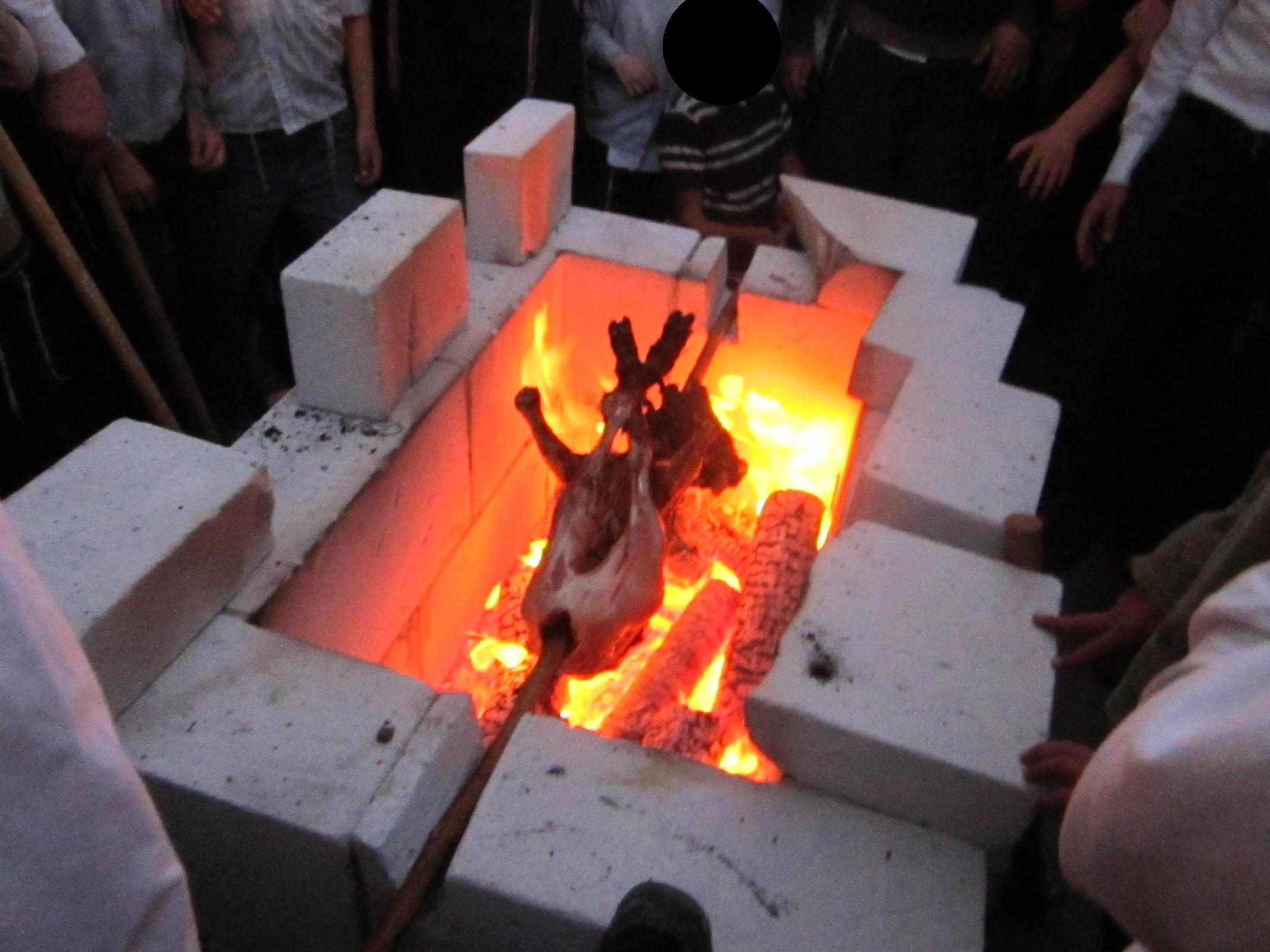
Pieczenie baranka na Pesach

### 2. Seder
Główną częścią święta jest wieczerza sederowa (szulchan orech), którą spożywa się w domu, w gronie rodziny w pierwszą noc Pesach. W diasporze wieczerza spożywana jest w pierwszy i drugi wieczór. Wieczerza ta zawiera elementy wieczerzy szabatowej: kidusz, urchac (rytualne obmycie rąk), moci (błogosławieństwo przed jedzeniem chleba) oraz birkat hamazon (błogosławieństwo po jedzeniu). Ucztę sederową wyróżnia jednak szereg wyjątkowych elementów, które mają przypominać wyjście z Egiptu. Należy do nich spożywanie warzyw zanurzonych w słonej wodzie (mei melach) – symbolu łez w niewoli, oraz gorzkich ziół (chazeret, karpas, maror), które są symbolem goryczy cierpienia Izraelitów w Egipcie. Na stole pojawia się także mieszanka pokrojonych owoców (charoset), która ma przypominać biblijną glinę, używaną przez Izraelitów do wyrobu cegieł w Egipcie. Podawane potrawy mają także walor edukacyjny – mają powodować zadawanie dorosłym pytań (ma nisztana) przez najmłodszych uczestników Sederu. Znacznymi elementami uczty są dwa rytuały: jedzenie przełamanej macy i picie „Kielicha Odkupienia” (czerwone wino).

### 3.Magid(Opowieści): czytanieHagady
Podczas uczty sederowej konieczne jest opowiedzenie historii Wyjścia z Egiptu. Jej opowiadanie jest wypełnieniem przykazania zapisanego w Księdze Wyjścia (Szemot), by opowiedzieć synowi (wehigadta lewincha) o Wyjściu z Egiptu (sipur jeciat Micrajim): „[Musisz] powiedzieć swojemu synowi w tym dniu: To ze względu na to, co Bóg uczynił dla mnie, gdy wychodziłem z Egiptu” (Szemot 13:8). Z tego powodu wiele elementów uczty sederowej, a szczególnie Hagada, ukierunkowuje się na dzieci. Dlatego opowiada się ją w języku lokalnym – arabskim, rosyjskim, angielskim czy polskim. Z założenia Hagada winna być przekazywana w sposób lekki, radosny, tak by dzieci z chęcią słuchały i się dobrze bawiły. Hagada może być mówiona wierszem jak poemat.
Podczas tej części Pesach odczytuje się cztery opowiadania. Każde z opowiadań składa się z trzech stałych części: pytanie – odpowiedź – wychwalanie Boga. Część pierwsza zaczyna się od zadania przez najmłodszego uczestnika (lub najmłodszych uczestników) słynnych czterech pytań (Ma nisztana), na które odpowiada Hagada. Ten fragment Hagady powinny odmawiać dzieci. W rzeczywistości jest w nim zawarte jedno główne pytanie: „czym różni się ta noc od innych nocy?”, kolejne pytania są czterema dopełniającymi je zdaniami:
1. . „[Dlaczego] W czasie wszystkich innych nocy możemy jeść chamec i macę, a tej nocy tylko macę?”
2. . „[Dlaczego] W czasie wszystkich innych nocy możemy jeść wszystkie warzywa, a tej nocy tylko maror (gorzkie)?”
3. . „[Dlaczego] W czasie wszystkich innych nocy nie zanurzamy [jedzenia] ani razu, a tej nocy zanurzamy dwa razy?”
4. . „[Dlaczego] W czasie wszystkich innych nocy jemy siedząc lub wspierając się na boku, a tej nocy jemy tylko opierając się na boku?”

Ze strony dorosłych powinny paść wyczerpujące odpowiedzi na zadane pytania. Odpowiedź jest także ukryta w całej opowieści Hagady, która rozpoczyna się od słów: „Byliśmy niewolnikami faraona w Egipcie...” (Awadim hajinu lefaro bemicrajim...).
Tradycja żydowska wymienia cztery typy dzieci zadających pytania:
- mądre dziecko pyta o to, jakie są nakazy od Boga, a rodzic wyjaśnia mu poszczególne prawa,
- krnąbrne dziecko pyta „co to dla Ciebie znaczy?”
- proste dziecko pyta, co to jest seder, i otrzymuje wyjaśnienie, co ta uczta upamiętnia
- dziecko, które nie wie o co zapytać, otrzymuje opowieść opartą na wersecie „Gdy cię syn zapyta w przyszłości: Co to oznacza? – odpowiesz mu: Pan ręką mocną wywiódł nas z Egiptu, z domu niewoli” (Wj 13,14[35]).

Na zakończenie tej części świętowania biesiadnicy odmawiają psalmy Hallelu.

#### Uczta

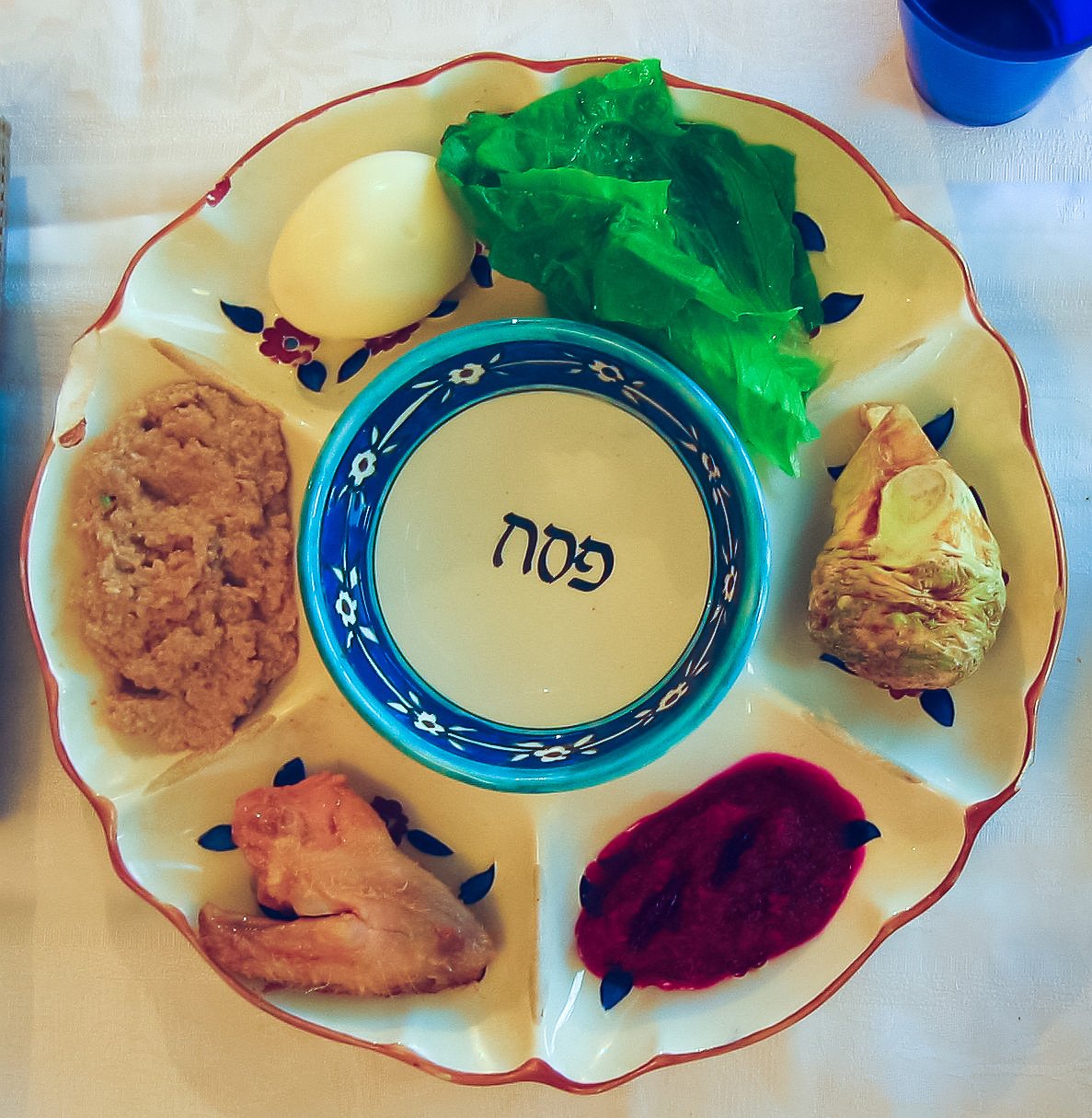
Talerz sederowy z symbolicznymi potrawami

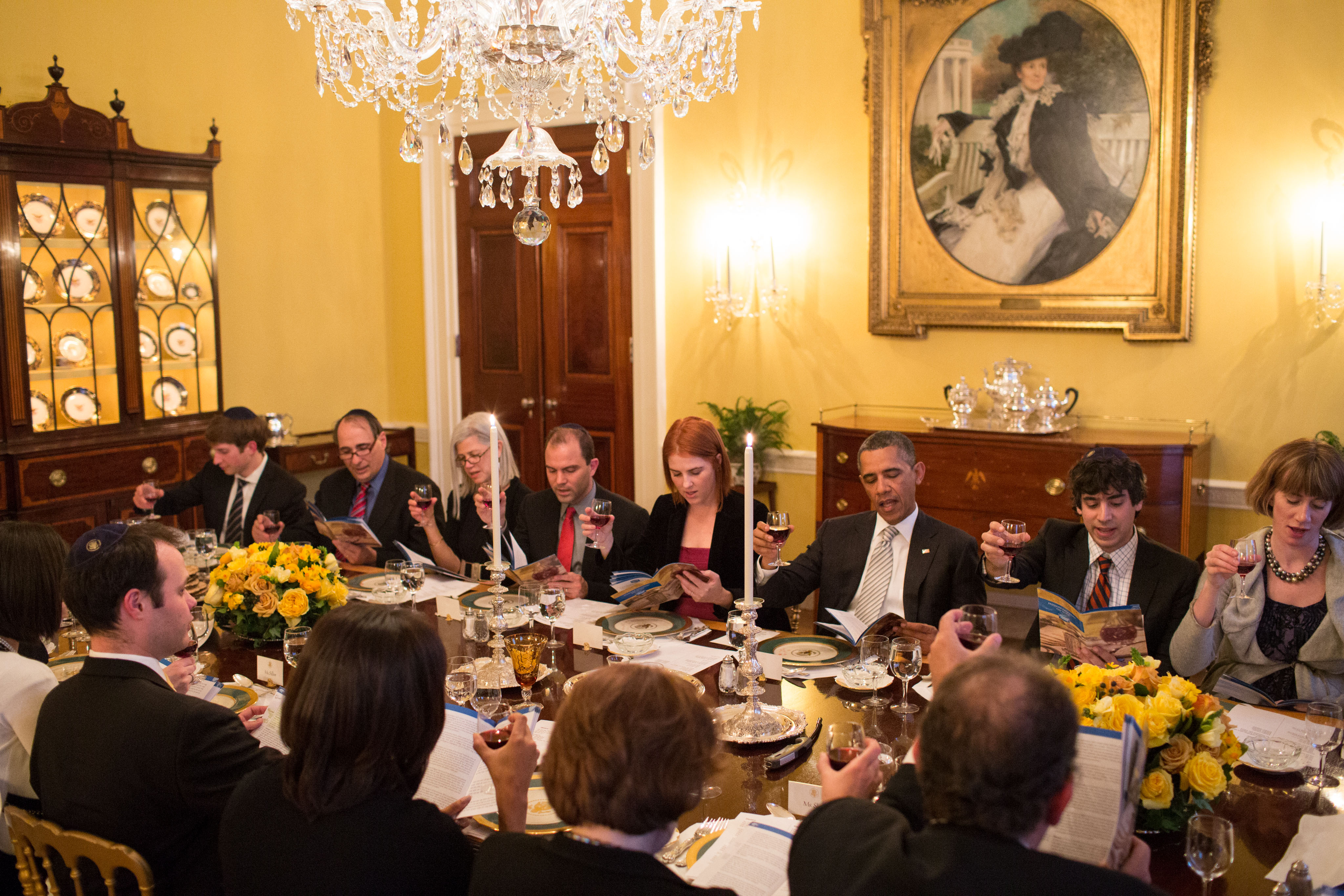
Pesach w Białym Domu w 2013 roku

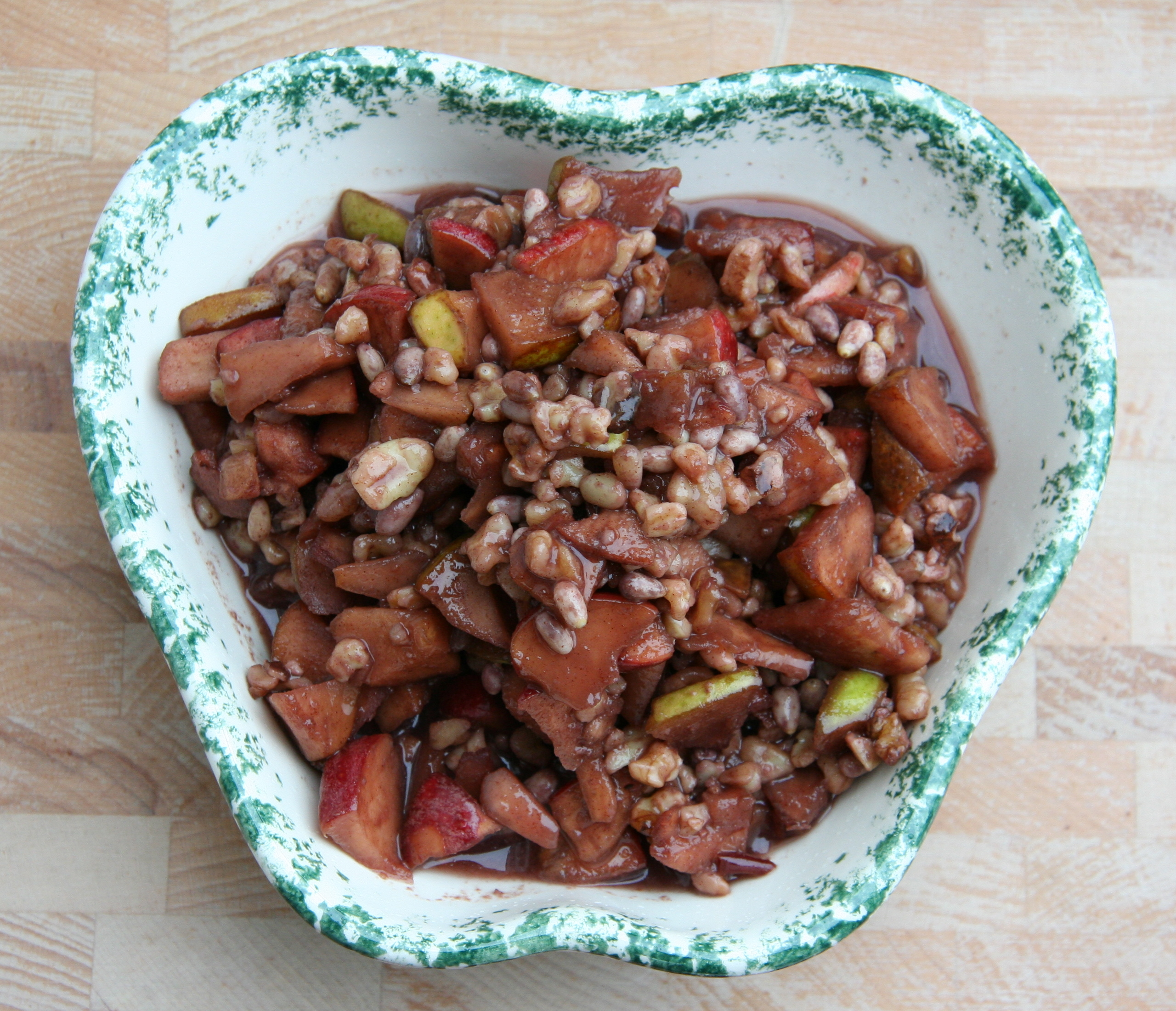
Charoset

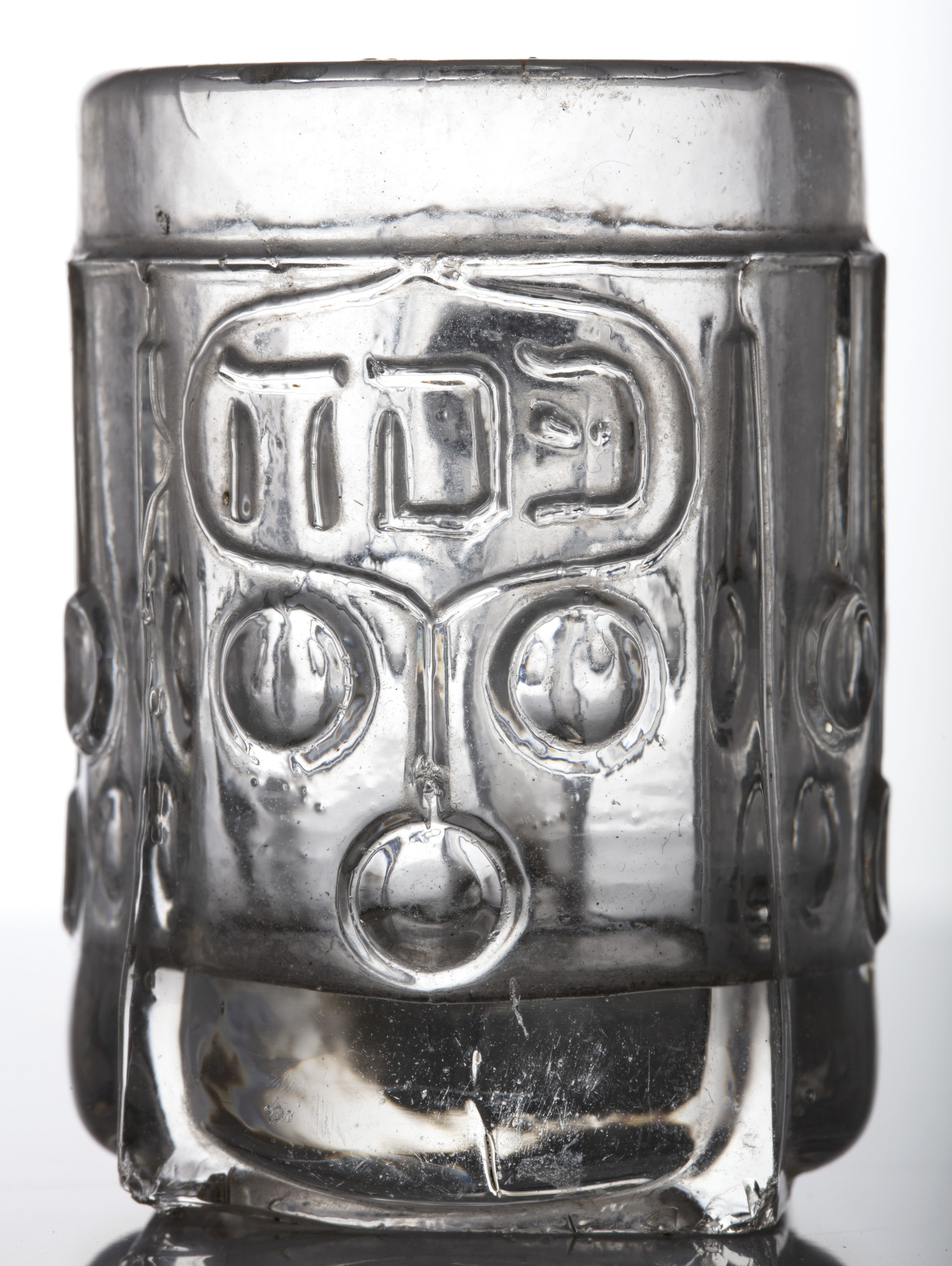
Kieliszek pesachowy z inskrypcją "Pesach" w języku hebrajskim, lata międzywojenne

Sama uczta musi być przygotowana w sposób szczególnie odświętny. Stół winien być przykryty białym obrusem i ozdobiony kwiatami. Na stole stawiane są dwie świece, kielichy, a jeden z nich – tak zwany Kielich Eliasza – winien być najpiękniejszy. Ważnym elementem uczty są jajka gotowane na twardo. Od nich zazwyczaj rozpoczyna się uczta, lecz nie mogą to być te jajka, które zostaną użyte jako bejca na talerzu sederowym. Talerz sederowy to specjalny element nakrycia, podzielony na pięć lub sześć miejsc-przegródek na poszczególne, symboliczne potrawy:
- Zeroa („ramię” – nawiązanie do „wyciągniętego ramienia” Boga, który ocalił Izraelitów) – upieczone mięso z kością – jest symbolem historycznej, tradycyjnej ofiary pesachowej (korban pesach). Jest to potrawa wyłącznie symboliczna i nie jest zjadana;
- Bejca – jajko (w skorupie) ugotowane na twardo, ale później dodatkowo opieczone w piekarniku. Symbolizuje korban chagiga, dodatkową świąteczną ofiarę składaną w czasach historycznych w Świątyni. To również jest potrawa wyłącznie symboliczna i także nie jest zjadana;
- Maror – gorzkie zioła (warzywa) na surowo (może być chrzan lub sałata) – są symbolem „gorzkiego” cierpienia Izraelitów w Egipcie;
- Charoset – potrawa z rozdrobnionych, wymieszanych owoców, np. jabłek, gruszek i orzechów włoskich (w zależności od kraju, w którym odbywa się Pesach, mogą to być także figi, daktyle, migdały) połączonych z niewielką ilością miodu i wina – symbolizuje glinę, z której izraelici wyrabiali cegły w Egipcie, jest symbolem znoszonego tam ucisku;
- Karpas – warzywo (np. rzodkiewka, seler, pietruszka, lub – rzadko – surowa cebula, ale inne niż użyte jako maror) symbolizujące „żywotność domu Izraela”;
- Chazeret – drugi rodzaj gorzkich ziół (warzyw). Nie według wszystkich rabinów jest konieczny. Najczęściej stosowany jest utarty chrzan – używany jako maror na kanapki z macy (korech) lub nie zjadany jako symbol okrutnego dzieciobójstwa ze strony faraona;
- Mei melach – słona woda, w której zanurzany jest karpas – jest symbolem potu i łez wylewanych przez Żydów w niewoli. Naczynie z wodą zazwyczaj stawiane jest obok talerza sederowego, ale może także być na nim ułożone.

Podczas każdego z dwóch sederów powinno się spożywać maca szmura – macę przygotowywaną na Pesach według specjalnych procedur. Jest ona spożywana trzy razy podczas Pesach:
- po opowiedzeniu historii Wyjścia z Egiptu;
- w postaci kanapki – zjadana jako korech razem z maror;
- jako element deseru (afikoman), na zakończenie posiłku.

#### Cztery kielichy wina
Wieczerzy sederowej towarzyszy rytuał wypijania czterech kielichów (hebr. arba kosot; jid. arbe kojses):
- na zakończenie kiduszu,
- po opowiedzeniu historii Wyjścia z Egiptu, ale przed zjedzeniem macy,
- po zakończeniu błogosławieństwa po jedzeniu (birkat hamazon),
- po deklamacji Hallelu.

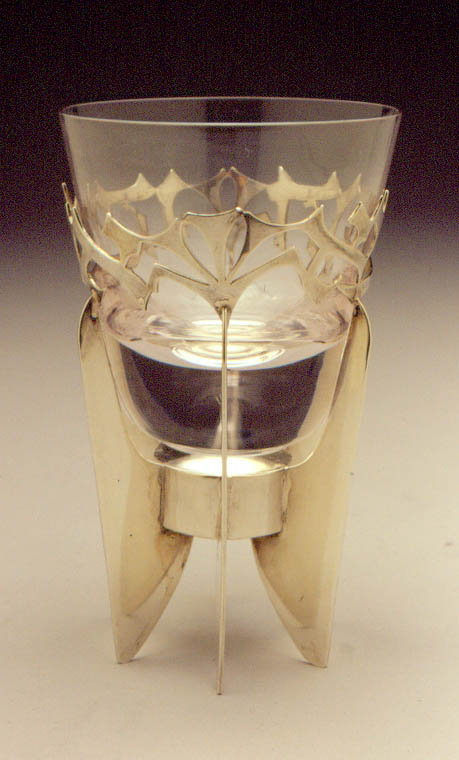
Kielich Eliasza

Wspomniane cztery kielichy wina i towarzyszące im rytuały w tej samej liczbie symbolizują cztery obietnice Boga (Księga Wyjścia 6:6–7):

„Wyprowadzę (hoceti) was spod ciężaru robót w Egipcie i

wyratuję (hicalti) was z niewoli.

Wybawię (gaalti) was okazując wielką moc i wielkie wyroki.

Wezmę (lakachti) was dla Siebie jako naród, będę dla was Bogiem”.

Podczas Sederu napełniany jest jednak i piąty kielich. Nalewa się do niego czerwone, słodkie wino – co ma symbolizować krew baranka, którą oznaczano odrzwia domów Izraelitów podczas ostatniej plagi egipskiej – lecz nie jest ono wypijane. Kielich jest przeznaczony dla proroka Elijachu (Eliasza), który – według tradycji – ma przybyć tuż przed Mesjaszem. Żydzi czekają więc na spełnienie ostatniej, największej obietnicy:

„Zaprowadzę (heweti) was do ziemi, którą przysiągłem dać Abrahamowi, Icchakowi i Jaakowowi” (Szemot 6:8). Do tej obietnicy nawiązują słowa wypowiadane tradycyjnie na zakończenie Sederu: „Na przyszły rok – w Jerozolimie!” (Leszana haba biruszalaim).

### 4. Odkupienie
W ostatniej części odmawiane są modlitwy: „Wylej swój gniew” (Szefoch Chamatecha) i „Eliasz Prorok” (Elijachu Hanawi), która stanowi zaproszenie proroka Eliasza. Później kontynuowana jest recytacja psalmów (Halel) rozpoczętych przed wieczerzą, a po niej śpiewane są pieśni (Zemirot). W drugim dniu Pesach, czyli 16 nisan, rozpoczyna się „liczenie omeru” (sfirat ha-omer) – tradycyjne, publiczne odliczanie kolejnych 49 dni do Szawuot (Święto Tygodni, zwane też Świętem Żniw), kiedy składana była ofiara z pszenicy. Na koniec wznoszony jest Czwarty Kielich Wina (Kos Rewii), po czym odmawiana jest Nirca, modlitwa o przyjęcie Sederu i wypełnienie obietnicy odkupienia. Kończy się wezwaniem: „Na przyszły rok – w Jerozolimie!”.

### Dzień siódmy Pesach
Dzień siódmy święta Pesach (czyli 21 dnia miesiąca nisan) upamiętnia przejście Żydów przez Jam Suf – Morze Czerwone (zwane także Morzem Sitowia, Morzem Traw lub Morzem Trzcin). Jest jom tow, czyli pełnym dniem świątecznym. Czytana tego dnia jest Parasza z Księgi Wyjścia 14–15 zawierająca opis przejścia przez morze i „Pieśń Morza” (Szirat hajam), która miała być śpiewana przez uciekinierów po cudownym ocaleniu.

## Znaczenie
Według Elio Toaffa znaczenie i popularność święta Pesach można zmierzyć liczbą wydań hagady paschalnej, znacznie przewyższającą inne tradycyjne księgi hebrajskie. Jak podał Josef Haim Yerushalmi w swej książce «Haggadah and History», udało mu się skatalogować 3,5 tys. wydań hagady, które ukazały się w ciągu pięciu ostatnich stuleci. „Jest to pierwsze wielkie święto liturgiczne – pisał zmarły w 2015 r. wielki rabin Rzymu – powierzone nie tylko publicznej celebracji synagogalnej, ale także intymności wieczerzy rodzinnej”. To święto sprawuje się w „noc różną od wszystkich innych”, poddając refleksji czas prześladowań, „próby zniszczenia narodu hebrajskiego, w którym rozbłyska światło zbawienia i wolności, będące darem od Boga, nagrodą za absolutną wierność także w bólu i ucisku”. Drugą podobną księgą jest Księga Estery (Megillà Estery). Wszystkie antyczne i współczesne diaspory mają swoje wydania hagady w języku kraju, w którym żyją. Żydzi kontynuują celebrację Pesach, dlatego że uznają wydarzenie wyjścia z Egiptu za wciąż aktualne w ich własnej sytuacji. Historia ojców staje się ich własną, „uznają siebie samych, jakby to oni osobiście wychodzili z Egiptu”. Stąd rytuał Pesach został zachowany w stanie niezmienionym nie tylko w judaizmie ortodoksyjnym, ale także w reformowanym i u wszystkich Żydów, także uznających siebie za całkowicie „świeckich”. Pesach wyraża najgłębszą ludzką tęsknotę za ludzkością odkupioną, wyzwoloną. Emil Toaff ujął to następująco:

Jednym z pierwszorzędnych znaczeń święta Pesach jest bez wątpienia to, że opowiada ono historię. Jest ono świętem historycznym ludu hebrajskiego, którego hagada jest kroniką, zapisem i pełnym nostalgii westchnieniem za nowym i definitywnym odkupieniem. W tym sensie, starodawne wyzwolenie z niewoli egipskiej zostaje opowiedziane i ponownie przeżyte nie jako przywołanie wydarzenia minionego, lecz jako zwiastowanie, jako nadzieja, faktycznie jako pewność doskonałego ostatecznego odkupienia, które przyniesie definitywne wyzwolenie człowieka.

Jak wyraził się Dante Lattes, nadzieja celebrowana w trakcie Pesach dotyczy rzeczywistości, w której „ci, którzy kiedyś byli nieprzyjaciółmi i tyranami spotkają się już nie na polu bitwy, lecz na drogach pokoju. A Egipt, Asyria, Izrael – prześladowcy i prześladowani, zwycięzcy i zwyciężeni, zdobywcy i niewolnicy – utworzą nową ludzkość błogosławioną przez Boga”.

## Tradycje lokalne
W poszczególnych kahałach zwyczaje pesachowe różnią się od siebie w różnych szczegółach. Najwięcej lokalnych zwyczajów związanych jest z Leil ha Seder, czyli pierwszym wieczorem święta. U Żydów sefardyjskich temu wieczorowi towarzyszą także inscenizacje, w których historia Wyjścia jest prezentowana dzieciom w formie przedstawienia teatralnego. W tradycji perskiej jeden z uczestników wieczerzy sederowej przebierał się za wędrowca i z workiem na plecach pukał do sali, gdzie zbierała się rodzina. W rozbudowanej formie inscenizacji objaśniał dialogowanym wierszem, że przybył z Egiptu, zmierza do Jerozolimy, a w worku niesie macę. Wiele zwyczajów związanych jest z deserem (afikoman). W gminach Żydów aszkenazyjskich zwyczaj przewidywał chowanie przez ojca rodziny połowy macy, a jeśli dzieci ją odnalazły, to otrzymywały podarunek. Aszkenazyjczycy stosują także odrębne zasady w zakresie wykluczonych potraw. W czasie Pesach nie spożywają pokarmów, które zawierają proso, fasolę, groch, sezam, soczewicę, grykę, ryż, mak, słonecznik i orzeszki ziemne (tzw. kitniot).
W niektórych lokalnych społecznościach żydowskich pozostał zwyczaj dodatkowego spożywania macy 14 ijar – na pamiątkę dawnego święta Pesach Szeni, zaś niektórzy Żydzi ortodoksyjni zachowują podczas Pesach trzy kawałki macy, aby je spożyć miesiąc później i tym samym w sposób symboliczny nawiązać tym do Pesach Szeni.

## Chrześcijańska Ostatnia wieczerza a Pesach

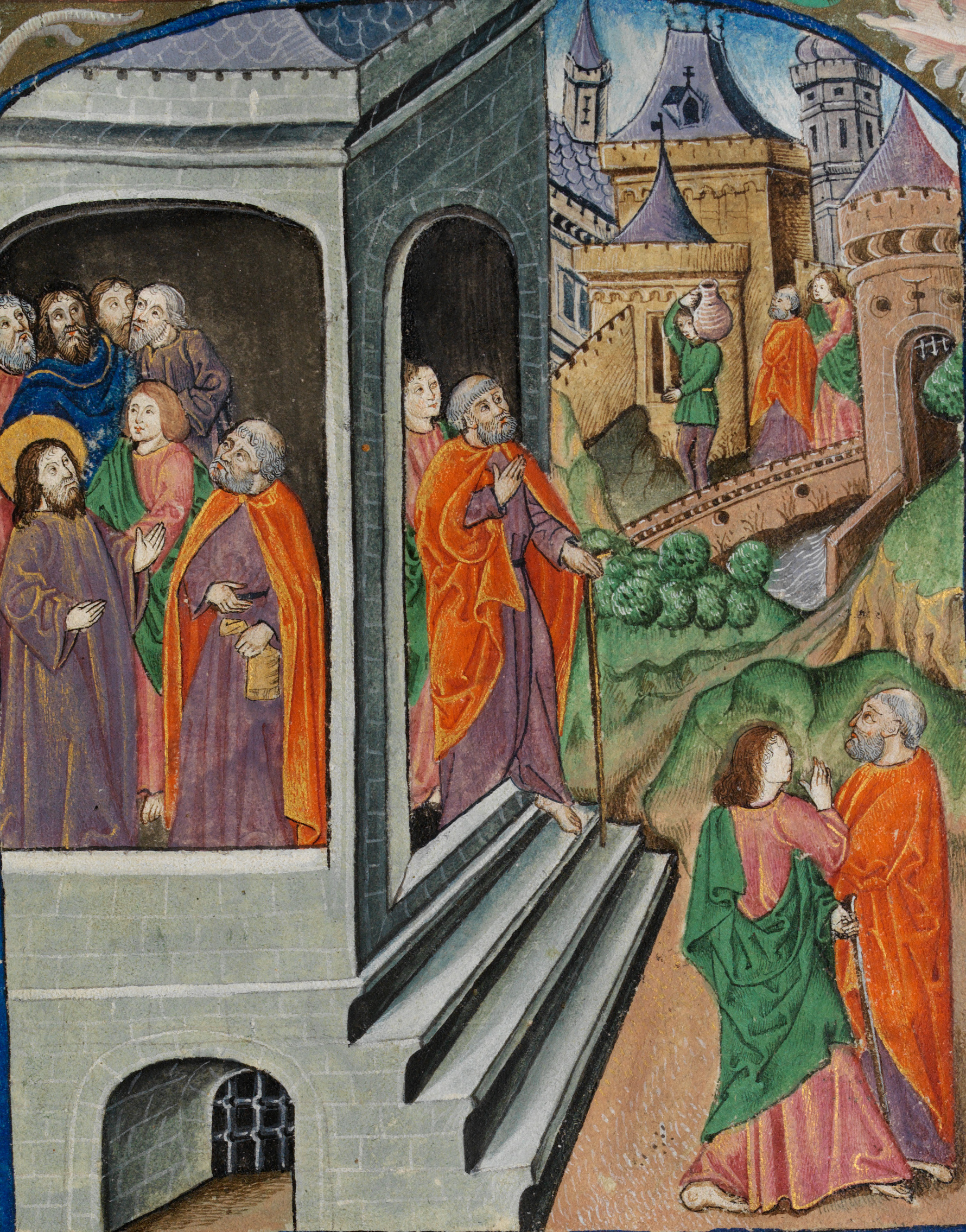
Apostołowie Piotr i Jan wysłani, by przygotować Paschę na iluminacji rękopisu wykonanego na pergaminie (przełom XV i XVI wieku; autor nieznany)

Homilia paschalna żyjącego w II wieku Melitona, biskupa Sardes koło Smyrny w zachodniej Anatolii, wyraża przekonanie o wypełnieniu się starotestamentowych proroctw przez przyjście Mesjasza w osobie Chrystusa, spełnieniu się Paschy: „Tak więc zabicie baranka, i uroczystość Paschy, i litera Prawa wypełniły się w Chrystusie Jezusie, do którego zmierzało wszystko w Starym Prawie, a tym bardziej jeszcze w porządku nowym”.
Homilia Melitona była wygłaszana w czasie nocnych celebracji Wielkiejnocy, czyli paschy chrześcijańskiej, odbywanej – zgodnie z tradycją kwartodecyman – 14 nisan.
Również wśród nowożytnych egzegetów chrześcijańskich przeważa pogląd, że Ostatnia wieczerza odzwierciedla ucztę o charakterze paschalnym. Z analiz biblistycznych wyłaniają się dwie tradycje. Jedna, odnosząca się do Ewangelii synoptycznych, podkreśla, że Jezus nakazał uczniom przygotowanie Paschy w Jerozolimie, we wskazanej sali, przygotowanej na pierwszy dzień Święta Przaśników: „«Gdzie chcesz, żebyśmy Ci przygotowali Paschę do spożycia?» On odrzekł: «Idźcie do miasta, do znanego nam człowieka, i powiedzcie mu: „Nauczyciel mówi: Czas mój jest bliski; u ciebie chcę urządzić Paschę z moimi uczniami"». Uczniowie uczynili tak, jak im polecił Jezus, i przygotowali Paschę. Z nastaniem wieczoru zajął miejsce u stołu razem z dwunastu [uczniami]” (Mt 26,17b–20). Ten trop zdaje się potwierdzać deklaracja Jezusa po przyjściu do Wieczernika: „Gorąco pragnąłem spożyć tę Paschę z wami, zanim będę cierpiał” (Łk 22, 15), a w konsekwencji uzasadniona zdaje się być konkluzja, że Ostatnia wieczerza była rytualną żydowską ucztą paschalną spożywaną w Jerozolimie, w porze wieczornej, świętowaniem w pozycji leżącej, z opowieścią o Wyjściu, z hymnami, błogosławieństwami, spożywaniem rytualnych pokarmów, łamaniem chleba i wznoszeniem kielicha z winem i odśpiewaniem na końcu Hallelu. Druga, opierająca się na Ewangelii Jana, twierdzi że odbyła się ona w przeddzień święta Paschy, więc nie była uroczystością Pesach i mogła stanowić jedynie pożegnalną ucztę o charakterze zbliżonym do tego święta. Badacze zauważają, że brakuje jednak zapisów historycznych opisujących ryty żydowskiej Paschy na początku I wieku, które umożliwiłyby bliższe analizy porównawcze, a znany współcześnie kanon jest oparty na traktacie Miszny Pesahim, który został spisany po hebrajsku dopiero na przełomie II i III wieku n.e. Rozbieżność między Ewangeliami synoptycznymi a Ewangelią Jana w określeniu dnia Święta Paschy próbuje wyjaśnić hipoteza, która przyznaje rację obu stronom, wskazując, że Pesach sprawowano wówczas w dwóch terminach – faryzeusze w czwartek, zaś saduceusze w piątek. Jedna z wersji tej hipotezy zakładała, że w I wieku stosowano jeszcze wprost zalecenia z Wj 12,6; Kpł 23,5; Lb 9,3.5 i zwierzęta na ofiary paschalne zabijano o zmierzchu z 14 na 15 dzień nisan, a w roku śmierci Jezusa 15 nisan przypadał w szabat, więc baranki ofiarne zabijano o dzień wcześniej (13/14 nisan), tak by nie naruszyć zasad tego święta. Faryzeusze sprawowali ucztę bezpośrednio w wieczór zabicia baranków, zaś saduceusze (z którymi niektórzy egzegeci lokują Galilejczyków) o dzień później, czyli w dniu śmierci Jezusa. Inna wersja hipotezy zakłada różnice w obserwacjach nowiu przez saduceuszy i faryzeuszy, co miało podobny skutek w postaci świętowania w obu wskazanych dniach, więc Jezus, podobnie jak faryzeusze, sprawował Paschę o dzień wcześniej (w czwartek) niż saduceusze (w piątek). Inna teoria próbuje pogodzić różnice w określaniu dnia Paschy w roku śmierci Jezusa i przyjmuje, że czas wyznaczano wówczas według (oficjalnego) kalendarza księżycowego lub (dawnego) słonecznego. Ten drugi używany był między innymi przez mieszkańców Kumran, a być może był użyty i przez Jezusa. Tym samym Ostatnia wieczerza jako Pascha mogła być spożywana o dzień wcześniej niż przez większość Żydów.
Hermann L. Strack i Paul Billerbeck komentując wersety Księgi Powtórzonego Prawa (Pwt 16,2–8) i 2 Księgi Kronik (2 Krn 35, 7–18) zwracali uwagę, że nazwą Pesach określano także świąteczne ofiary (chagiga), które były spożywane przez okres siedmiu dni uroczystości pesachowych, a więc w okresie od 7 do 19 nisan. Tym samym nie byłoby sprzeczności między Ewangeliami synoptycznymi a Ewangelią Jana.
Jakkolwiek brakuje końcowego rozstrzygnięcia problemu, egzegeci podkreślają, że istnieje wiele elementów zbieżnych między znanym z Ewangelii opisem Ostatniej wieczerzy a znanym rytem święta Pesach i wieczerzy sederowej.